# پرستون کلود
پرستون کلود (انگلیسی: Preston Cloud; ۲۶ سپتامبر ۱۹۱۲ – ۱۶ ژانویهٔ ۱۹۹۱) یک دانشمند زیست‌زمین‌شناسی و کیهان‌شناسی فیزیکی اهل ایالات متحده آمریکا بود.
وی همچنین برنده جوایزی همچون کمک هزینه گوگنهایم شده‌است.